# Vociè Montà
Vociè Montà (llatí: Votienus Montanus) va ser un orador romà del segle i que va viure durant el regnat de Tiberi.
Per la seva propensió al refinament dialèctic va ser anomenat l'Ovidi dels retòrics. La seva eloqüència és descrita amb elogi per Sèneca.
Montà va acabar acusat de traïció i va ser enviat a l'exili a les illes Balears, on va morir l'any 27.